# VAMPS LIVE 2014: LONDON
『VAMPS LIVE 2014: LONDON』（ヴァンプス ライヴ にせんじゅうよん ロンドン）は日本のロックユニット、VAMPSのライヴビデオ。2014年6月25日発売。発売元はユニバーサルミュージック内のレーベル、Delicious Deli Records。

## 解説
前作『VAMPS LIVE 2012』以来約1年2ヶ月ぶり7作目となる映像作品のリリース。なお、本作は『VAMPS LIVE 2010 WORLD TOUR CHILE』以来となる海外公演を収録したライヴビデオとなっている。
本作品は、VAMPSが2014年3月28日にイギリス・ロンドンにあるライヴハウス、KOKOで開催したライヴ「VAMPS LIVE 2014: LONDON」の模様を収録したライヴビデオである。なお、この公演は2013年10月にソールド・アウトを記録したロンドン・アカデミー・イズリントン公演の好評を受けて行われたライヴとなっており、今回の公演ではイギリスのロック専門誌『ケラング!』のライヴ評において最高点の5Kをマークしている。ちなみに本作に収録された公演の模様は、Zepp Tokyoにて生中継が行われている他、日本、香港、台湾、中南米の映画館においてディレイ中継でライヴビューイングが実施されている。
セットリストは、日本ではベストアルバム、海外ではデビューアルバムとして2013年9月に発表された『SEX BLOOD ROCK N' ROLL』の収録曲を中心に構成されている。また、2014年3月にリリースされた「AHEAD」の全英語詞バージョン「WORLD'S END」の他、「REPLAY」が披露されているが、これらは本作において初のライヴ映像化となっている。
フィジカルはBlu-ray Disc及びDVDの2種類で発売されており、Blu-ray版は通常盤A（BD）と通常盤B（BD）の2形態、DVD版は通常盤A（2DVD）と通常盤B（2DVD）の2形態でリリースされた。通常盤Aには2013年に開催されたワールドツアー「VAMPS LIVE 2013 EUROPA TOUR」「VAMPS LIVE 2013 U.S.A.」のドキュメンタリー映像が、通常盤Bには2013年に開催された日本国内ツアー「VAMPS LIVE 2013」「VAMPS LIVE 2013 BEAST PARTY」のドキュメンタリー映像が収められている。

## 収録曲
- DVD版は2枚に、BD版は1枚に収録。DVDはドキュメンタリー映像からDisc2となる。

1. DEVIL SIDE
2. REDRUM
3. THE PAST
4. SECRET IN MY HEART
5. REPLAY
6. DOLLY
7. SWEET DREAMS
8. Life On Mars?
9. HUNTING
10. WORLD'S END
11. ANGEL TRIP
12. TROUBLE
13. MIDNIGHT CELEBRATION
14. REVOLUTION II
15. MEMORIES
16. LOVE ADDICT
17. SEX BLOOD ROCK N' ROLL

- 通常盤A：VAMPS LIVE 2013 WORLD TOUR DOCUMENTARY

2013年に海外で開催されたライヴツアー「VAMPS LIVE 2013 EUROPA TOUR」「VAMPS LIVE 2013 U.S.A.」に密着したドキュメンタリー映像が収録されている。
なお、このツアーに密着した模様はWOWOWにおいて、2013年11月24日に『VAMPS WORLD TOUR 2013 in LONDON』、同年11月29日に『ノンフィクションW VAMPS、世界に噛みつく～HYDEとK.A.Zが目指すメイド・イン・ジャパンの挑戦～』というタイトルで放送されている。
- 通常盤B：VAMPS LIVE 2013 JAPAN TOUR DOCUMENTARY

2013年に日本で開催されたライヴツアー「VAMPS LIVE 2013」「VAMPS LIVE 2013 BEAST PARTY」に密着したドキュメンタリー映像が収録されている。